# Тріскачка (музичний інструмент)

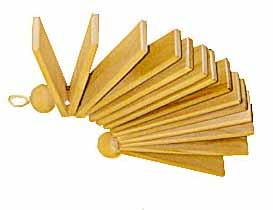
Російська тріскачка

Тріскачка — народний музичний інструмент родини ідіофонів. Поширеній у російській народній музиці (рос. трещотка).
Тріскачка складається з 18–20 тонких дощечок (зазвичай дубових) завдовжки 16–18 см. Вони з'єднуються між собою міцною мотузкою, просиленою в отвори у верхній частині дощечок. Між дощечками додатково нанизують дерев'яні прокладки шириною приблизно 2 см.
Під час виконання тріскачку тримають за мотузку обома руками, рухи яких можуть бути різкими або плавними, що уможливлює видобувати різноманітні звуки. Самі руки при цьому знаходяться на рівні грудей, іноді їх підіймають — для приваблення уваги глядачів.